# Distretto di Rajbari
Il distretto di Rajbari è un distretto del Bangladesh situato nella divisione di Dacca. La città principale è Rajbari.

## Suddivisioni
Il distretto di Bagerhat si suddivide nei seguenti sottodistretti (upazila):
- Baliakandi
- Goalandaghat
- Pangsha
- Kalukhali
- Rajbari Sadar